# Fede Álvarez

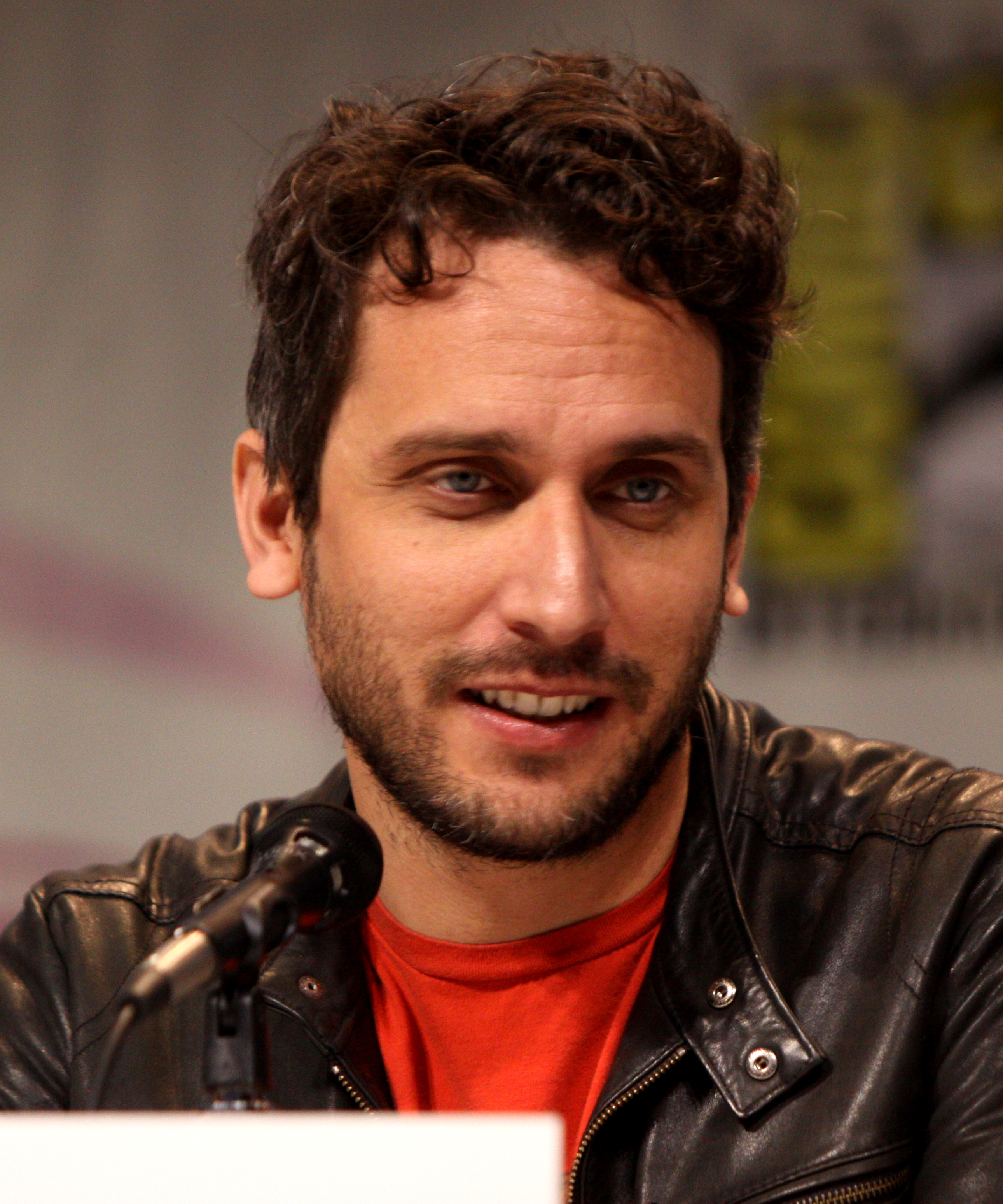
Álvarez em 2013.

Federico Álvarez (Montevidéu, 9 de fevereiro de 1978) é um cineasta uruguaio. Revelado pelo curta-metragem Ataque de pánico! (2009), acabaria indo para o cinema dos Estados Unidos trabalhar em vários filmes de suspense e terror, como Evil Dead (2013), Don't Breathe (2016), e Alien: Romulus (2024).

## Filmografia
| Ano  | Título                       | Diretor | Escritor | Produtor  | Notes |
| ---- | ---------------------------- | ------- | -------- | --------- | ----- |
| 2013 | Evil Dead                    | Sim     | Sim      | Não       |       |
| 2016 | Don't Breathe                | Sim     | Sim      | Sim       |       |
| 2018 | The Girl in the Spider's Web | Sim     | Sim      | Não       |       |
| 2021 | Don't Breathe 2              | Não     | Sim      | Sim       |       |
| 2022 | Texas Chainsaw Massacre      | Não     | História | Sim       |       |
| 2024 | Alien: Romulus               | Sim     | Sim      | Executivo |       |